# Alexander Michailowitsch Iwanow-Kramskoi
Alexander Michailowitsch Iwanow-Kramskoi (russisch Александр Михайлович Иванов-Крамской; * 13. Augustjul. / 26. August 1912greg. in Moskau; † 11. April 1973 in Minsk) war ein sowjetischer Gitarrist, Komponist, Dirigent und Musikpädagoge.

## Leben
Iwanow-Kramskoi lernte zunächst Violine in Moskau. Nach einem Konzertbesuch von Andrés Segovia am Moskauer Konservatorium entschied er sich 1926 für die Gitarre. Er studierte von 1931 bis 1933 Gitarre bei Pjotr Agafoschin (Schüler von Segovia), Komposition bei Nikolai Retschmenski und Dirigieren bei Konstantin Saradschew an der Pädagogischen Hochschule Moskau. Später folgten Aufbaukurse bei Agafoschin am Konservatorium.
Er debütierte 1932 in Moskau. Er spielte mehrere Jahre im Ensemble mit Iwan Koslowski, Alexandra Jablotschkina, Mstislaw Rostropowitsch, Nadeschda Obuchowa und Leonid Kogan. Ab 1932 arbeitet er beim All-Unions Radio und am Maly-Theater. 1939 gewann er den zweiten Preis des Unionsweiten Volksmusik-Wettbewerbs. Von 1939 bis 1945 war er Dirigent des Lied- und Tanzensembles des NKWD. Von 1947 bis 1952 leitete er den Russischen Volkschor und das Volksinstrumenten-Orchester des Staatlichen Komitees für Radio und Fernsehen der UdSSR. Er komponierte und bearbeitete mehr als 500 Werke und nahm über 40 LPs auf (u. a. 1950/51 mit Leonid Kogan und Fjodor Lusanow Stücke von Filippo Gragnani, Niccolò Paganini und Mauro Giuliani).
1959 wurde er als Verdienter Künstler der RSFSR geehrt. Von 1960 bis 1973 unterrichtete er am Moskauer Konservatorium und leitete die dortige Gitarrenklasse. Zu seinen Schülern gehörten seine Tochter Natalia Iwanowa-Kramskaja sowie Nikolai Komoljatow, Felix Akopow und Alexander Frautschi.
Er starb 1973 in Minsk und wurde auf dem Wwedenskoje-Friedhof in Moskau beigesetzt.

## Diskographie
- Gragnani/Paganini/Giuliani
- Songs of Old Russia
- Pièce en forme de Habanera